# نادي أموريبايتا
سوسيداد ديبورتيفا أموريبايتا هو نادي كرة قدم إسباني يتمركز في أموريبايتا-إيتكسانو، في منطقة إقليم الباسك. تأسس في 4 يناير 1925 ويلعب حاليا في الدوري الإسباني الدرجة الثانية ب – المجموعة 2، ويستضيف مبارياته في ملعب أوريتكسي البلدي، الذي يتسع لـ3000 متفرج.